# Yacon
De yacon (Smallanthus sonchifolius, ook wel: appelwortel of yakon) is een plant die oorspronkelijk uit de Andes komt. De plant wordt ook op andere plekken verbouwd, waaronder Nederland en België.
De wortel van de plant kan rauw gegeten worden. De zoete smaak wordt mede veroorzaakt door inuline dat in yacon in hoge mate (5,25 gram per 100 gram) aanwezig is. Omdat inuline slecht opgenomen wordt door het menselijk lichaam, kan yacon mogelijk een gunstige bijdrage leveren tegen obesitas en diabetes.
De yacon behoort tot de onderfamilie Asteroideae, waartoe bijvoorbeeld ook de aardpeer en de zonnebloem behoren.
De knol kan worden gefrituurd, gewokt, gekookt, maar ook heel goed rauw worden verwerkt in salades, gebak, stamppotten en nagerechten; de gedroogde bladeren van de plant kunnen ook dienen als basis voor thee.

## Voedingswaarde
De wortel van 100 gram verse yacon bevat:
- Water: 70-93 g
- Eiwitten: 0,3-3,7 g
- Voedingsvezels: 0,3-3,4 g
- Calcium: 23 mg
- Kalium: 228 mg
- IJzer: 0,3 mg
- Fosfor: 21 mg
- Vitamine C: 13 mg

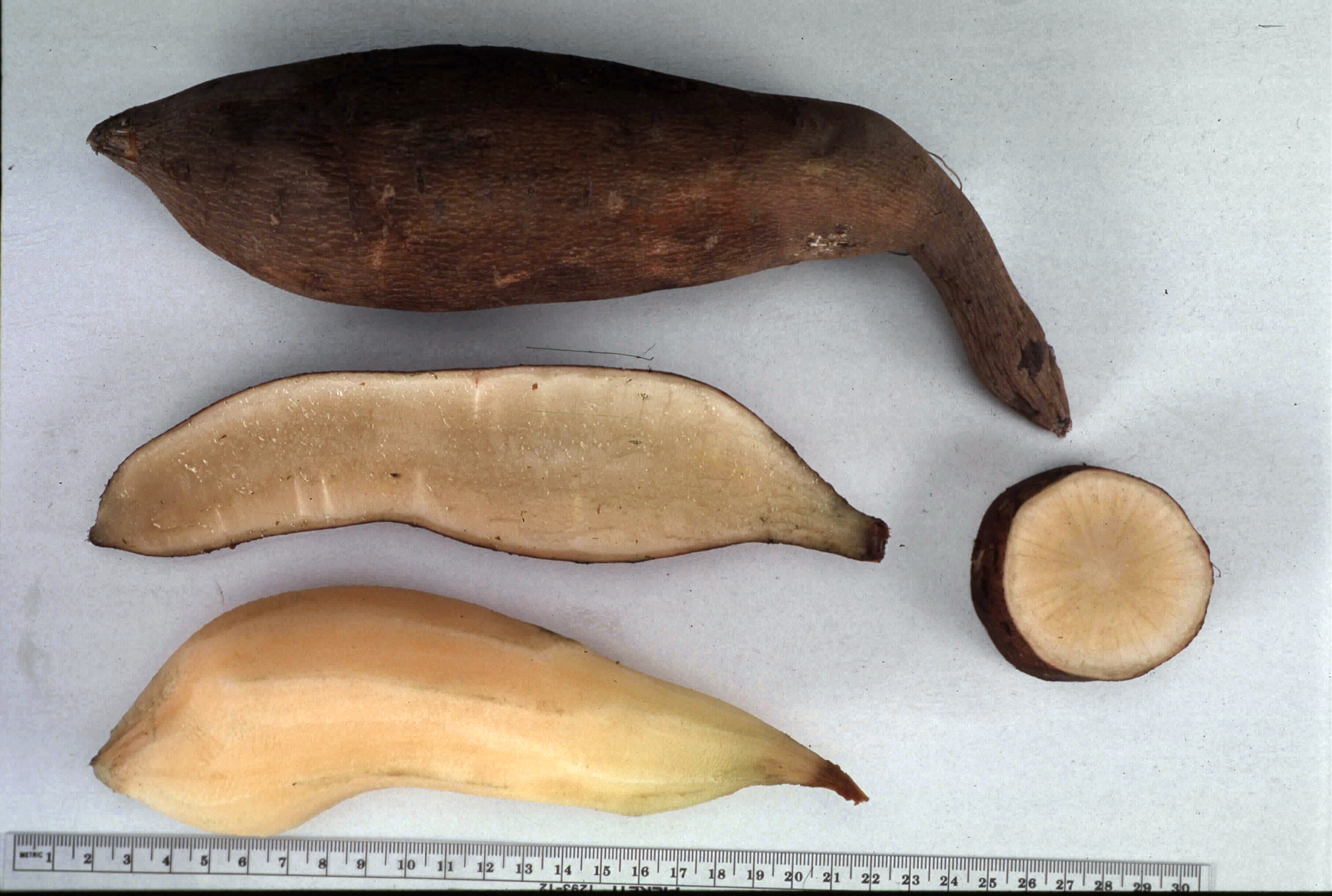
Een opengesneden wortel
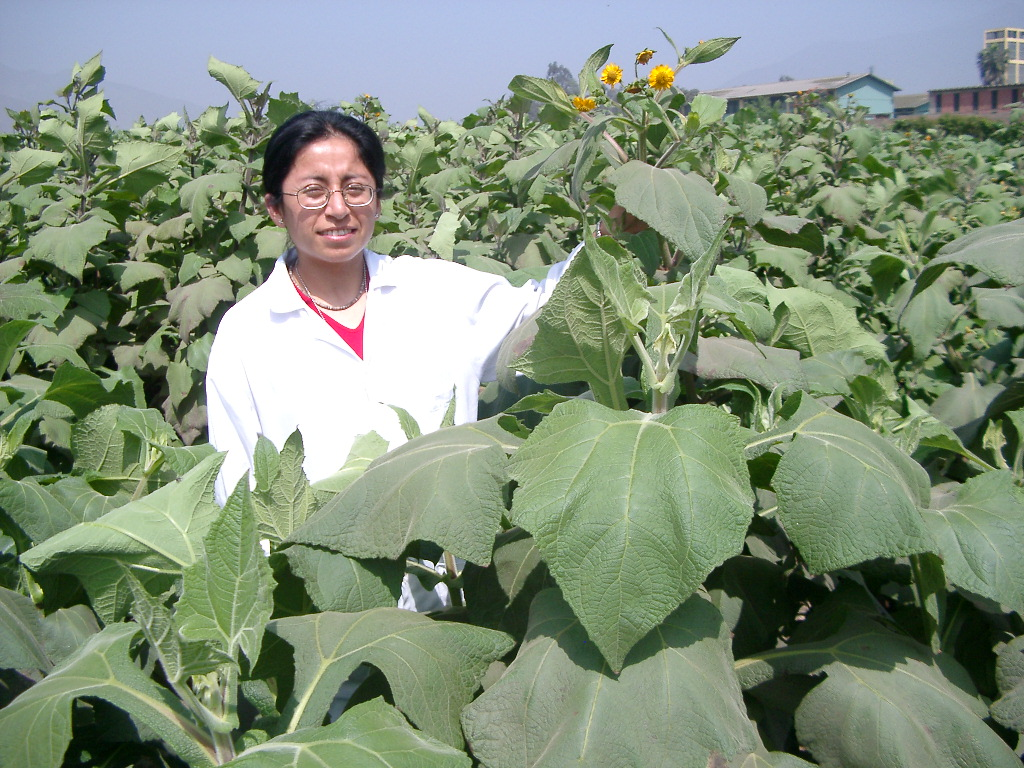
Een yacónplant